# Listă de dansatori români
Aceasta este o listă de dansatori români:
- Gigi Căciuleanu[1][2][3][4][5][6]
- Oleg Danovski
- Ingrid Donescu
- Gabriel Popescu
- Simona Noja
- Irinel Liciu
- Ileana Iliescu
- Alina Eremia
- Alina Cojocaru
- Magda Rovinescu
- Delia Florea
- Ioana Gheorghiu (Jasmine)[7][8][9]
- Oana Ioniță[10]
- Cosmin Manolescu[11]
- Eugen Menzel[12]
- Vasile Menzel[12]
- Sore Mihalache
- Naarghita
- Mihai Petraiche
- Miriam Răducanu[13][14][15][16]
- Alexia Talavutis
- Xonia